# Bão Soudelor (2015)
Bão Soudelor là xoáy thuận nhiệt đới mạnh thứ hai ở Bắc bán cầu trong năm 2015 sau cơn bão Patricia ở khu vực Đông Bắc Thái Bình Dương, đã ảnh hưởng đến Quần đảo Bắc Mariana vào năm 2015. Đây là cơn bão thứ 13 được đặt tên trong Mùa bão Tây Bắc Thái Bình Dương 2015. Siêu bão đã tấn công đảo saipan của Mỹ thuộc quần đảo Mariana, bão tạo ra những cơn sóng cao 9 mét. Hiện phần lớn cư dân trên đảo đang bị mất điện và nước trong khi các cơ quan chức năng không thể biết được khi nào có thể nối lại các dịch vụ. Hiện hơn 500 người bị mất nhà cửa đang phải trú tránh trong các khu lều tạm. Sức mạnh của cơn bão này mạnh ngang với bão Vongfong, siêu bão mạnh nhất năm 2014. Sức gió 10 phút của Soudelor mạnh thứ hai thế giới sau bão Pam ở Nam bán cầu.